# Церковь Святого Мартина (Ландсхут)
Коллегиальная церковь Святого Мартина (нем. Kollegiatstiftskirche St. Martin und Kastulus) — храм в городе Ландсхут, посвящённый Мартину Турскому.
Здание является образцом баварского зального храма и кирпичной готики. Высота — 130,6 м. Это самая высокая церковь Баварии, самая высокая кирпичная церковь в мире, также это одно из высочайших строений из кирпича, по некоторым данным, уступающее лишь дымовой трубе Анаконды.
Строительство церкви началось в 1389 году (по другим источникам, в 1392 году) на месте небольшой церкви, а завершилось между 1500 и 1507 годами. В возведении храма участвовало пять архитекторов, первым в течение 26 лет был Ханс фон Бургхаузен, позже похороненный в церкви. Храм возводился на пожертвования городских жителей, поэтому в городе он имеет неофициальное название «Народный собор». Кроме кирпича и известняка строительстве использовались и другие материалы. Окна и порталы церкви святого Мартина выполнены из тёсаного камня. Алтарь изготовлен из песчаника в 1424 году, кафедра — из камня в 1422 году. Высокая и стройная колокольня увенчана шпилем, окружённым короной. Орган появился в церкви в XVII веке.
В достаточно скромно оформленном интерьере церкви привлекает внимание распятие, одно из крупнейших периода поздней готики, созданное Михелем Эрхартом в 1495 году. В 1598 году церковь стала коллегиальной. В 2001 году церкви Папой Римским был присвоен статус малой базилики.